# 吉田奈良丸
吉田 奈良丸（よしだ ならまる）は、浪曲の名跡。

## 初代
吉田奈良丸（後の竹廼家養徳斎）（1851年 - 1915年1月1日）本名は竹谷 奈良吉。
大和の国広瀬郡百済村（現在の奈良県広陵町）の生まれ、幼少から芸事が好きで吉田音丸に入門し吉田奈良丸を名乗る。晩年は弟子の育成に力を注いだりネタの改作に力を注いだ。1902年には「奈良丸」の名を弟子小奈良に譲り、自らは竹廼家養徳斎を名乗った。

## 2代目
吉田奈良丸（後の吉田大和之丞）（1879年7月27日 - 1967年1月20日）本名は広橋 広吉。
奈良県下市生まれ、父は花川力山という祭文語りの名人。16歳で父の元で節の猛特訓を受ける。1893年に初代に入門し吉田小奈良、1902年に奈良丸を襲名。明治末期から大正にかけての桃中軒雲右衛門、初代京山小円と共に人気を三分した。雲右衛門の影響を受け、義士伝（忠臣蔵）物を多くかけるようになり、得意にする。1910年発売の「赤穂義士伝」のレコードは20万枚を売り、1912年時点でのレコードの総売上は50万枚に達したといわれる。後に流行する俗曲「奈良丸くずし」は奈良丸の「大高源吾」の流麗な節調を真似たものである。1917年には渡米も果たす。1929年に弟子に奈良丸を譲り吉田大和之丞を名乗った。1921年には募金集って大石神社を建立。そのほかにも、京阪神を中心に東京などにも多くの寄席を経営し、財を成す。墓所は岸和田共同墓地。妹は吉田元女、妻は初代春野百合子（後に離婚）、実の子に2代目百合子、春野百合若（廃業）孫は吉田奈良丸嬢（廃業）がいる。弟子も吉田奈良秀、吉田奈良重、吉田宗右衛門、吉田桃太郎、吉田福若、吉田奈良衛、吉田奈良三、吉田奈良男、吉田美芳、吉田広若など100人近くいたといわれ最後の弟子は吉田朝日だといわれる。

## 3代目
吉田奈良丸（1898年11月6日 - 1978年11月12日）本名は炭田 嘉一郎。
和歌山県海草郡生まれ、小学校の頃から天狗連で活躍。12歳で2代目に入門、最初は四つ目と名乗り、翌年に吉田松若、14歳で真打昇進し初代吉田一若と改名、1929年に奈良丸を襲名。
師匠譲りの「義経堅田落ち～勧進帳」「安宅の関～勧進帳」などを得意とした。他に行友李風の「幻滅の忠治」や坪内博士の「桐一葉」等の新作もこなした。1970年6月に浅草国際劇場の浪曲大会で引退。
弟子に2代目一若がいた。

## 4代目
吉田奈良丸（1921年7月17日 - 2000年11月）本名は吉田 義明。
奈良県磯城郡生まれ、1931年に3代目に入門し茶良丸、同年札幌市で初舞台。一時戦争で召集され中断、戦後復員後復帰し1948年に吉田三笠と改名、1970年に奈良丸を襲名したが1974年に脳溢血で倒れ身体に障害を患う。リハビリで復帰したが思う様に活動できず弟子に奈良丸を譲った。1972年に大阪府社会教育功労賞受賞。晩年は浪曲親友協会相談役。

## 5代目
吉田奈良丸（1945年11月20日 - ）本名は西川 幹彦。故人。
1970年に4代目（当時は吉田三笠）に入門し吉田若笠を名乗り翌年1971年に「矢頭右衛門七」で初高座、1996年に奈良丸を襲名。息子はピアニストの西川悟平。